# Sigur Rós/Diskografie
Diese Diskografie ist eine Übersicht über die musikalischen Werke der isländischen Post-Rock-Band Sigur Rós. Den Schallplattenauszeichnungen zufolge hat sie bisher mehr als 1,6 Millionen Tonträger verkauft. Ihre erfolgreichsten Veröffentlichungen sind die Alben Ágætis byrjun und ( ) mit je über 400.000 verkauften Einheiten. 

## Alben

### Studioalben
| Jahr | Titel                                | Höchstplatzierung, Gesamtwochen, AuszeichnungChartplatzierungen (Jahr, Titel, Platzierungen, Wochen, Auszeichnungen, Anmerkungen) | Höchstplatzierung, Gesamtwochen, AuszeichnungChartplatzierungen (Jahr, Titel, Platzierungen, Wochen, Auszeichnungen, Anmerkungen) | Höchstplatzierung, Gesamtwochen, AuszeichnungChartplatzierungen (Jahr, Titel, Platzierungen, Wochen, Auszeichnungen, Anmerkungen) | Höchstplatzierung, Gesamtwochen, AuszeichnungChartplatzierungen (Jahr, Titel, Platzierungen, Wochen, Auszeichnungen, Anmerkungen) | Höchstplatzierung, Gesamtwochen, AuszeichnungChartplatzierungen (Jahr, Titel, Platzierungen, Wochen, Auszeichnungen, Anmerkungen) | Anmerkungen                                                                                       |
| Jahr | Titel                                | DE | AT | CH | UK | US | Anmerkungen                                                                                       |
| ---- | ------------------------------------ | --- | --- | --- | --- | --- | ------------------------------------------------------------------------------------------------- |
| 1997 | Von                                  | — | — | — | — | — | Erstveröffentlichung: 1997                                                                        |
| 1999 | Ágætis byrjun                        | DE59 (2 Wo.)DE | — | CH80 (1 Wo.)CH | UK52 Gold · (2 Wo.)UK | — | Erstveröffentlichung: 1999 Neuauflage: 5. Juli 2019; Charteintritt DE+CH 2019 Verkäufe: + 400.000 |
| 2002 | ( )                                  | DE33 (3 Wo.)DE | AT53 (2 Wo.)AT | CH86 (2 Wo.)CH | UK49 Gold · (2 Wo.)UK | US51 (4 Wo.)US | Erstveröffentlichung: 28. Oktober 2002 Verkäufe: + 400.000                                        |
| 2005 | Takk...                              | DE27 (5 Wo.)DE | AT35 (3 Wo.)AT | CH31 (4 Wo.)CH | UK16 Platin · (15 Wo.)UK | US27 (5 Wo.)US | Erstveröffentlichung: 12. September 2005 Verkäufe: + 355.000                                      |
| 2008 | Með suð í eyrum við spilum endalaust | DE26 (6 Wo.)DE | AT23 (6 Wo.)AT | CH8 (6 Wo.)CH | UK5 Gold · (7 Wo.)UK | US15 (11 Wo.)US | Erstveröffentlichung: 20. Juni 2008 Verkäufe: + 115.000                                           |
| 2012 | Valtari                              | DE23 (2 Wo.)DE | AT39 (1 Wo.)AT | CH15 (4 Wo.)CH | UK8 (3 Wo.)UK | US7 (4 Wo.)US | Erstveröffentlichung: 23. Mai 2012                                                                |
| 2013 | Kveikur                              | DE19 (3 Wo.)DE | AT16 (2 Wo.)AT | CH10 (5 Wo.)CH | UK9 (3 Wo.)UK | US14 (4 Wo.)US | Erstveröffentlichung: 14. Juni 2013                                                               |
| 2023 | Átta                                 | DE5 (1 Wo.)DE | AT41 (1 Wo.)AT | CH7 (1 Wo.)CH | UK30 (1 Wo.)UK | — | Erstveröffentlichung: 16. Juni 2023                                                               |

### Weitere Alben
| Jahr | Titel      | Anmerkungen                                                                       |
| ---- | ---------- | --------------------------------------------------------------------------------- |
| 1998 | Von brigði | Remix-Album; Erstveröffentlichung: 1998                                           |
| 2003 | Hlemmur    | Soundtrack-Album; Erstveröffentlichung: 2003                                      |
| 2007 | Heima      | Dokumentation über die Band; Erstveröffentlichung: 27. September 2007, UK: Silber |

### Livealben
| Jahr | Titel             | Höchstplatzierung, Gesamtwochen, AuszeichnungChartplatzierungen (Jahr, Titel, Platzierungen, Wochen, Auszeichnungen, Anmerkungen) | Höchstplatzierung, Gesamtwochen, AuszeichnungChartplatzierungen (Jahr, Titel, Platzierungen, Wochen, Auszeichnungen, Anmerkungen) | Höchstplatzierung, Gesamtwochen, AuszeichnungChartplatzierungen (Jahr, Titel, Platzierungen, Wochen, Auszeichnungen, Anmerkungen) | Höchstplatzierung, Gesamtwochen, AuszeichnungChartplatzierungen (Jahr, Titel, Platzierungen, Wochen, Auszeichnungen, Anmerkungen) | Höchstplatzierung, Gesamtwochen, AuszeichnungChartplatzierungen (Jahr, Titel, Platzierungen, Wochen, Auszeichnungen, Anmerkungen) | Anmerkungen |
| Jahr | Titel             | DE | AT | CH | UK | US | Anmerkungen |
| ---- | ----------------- | --- | --- | --- | --- | --- | --- |
| 2011 | Inni              | DE33 (3 Wo.)DE | AT32 (1 Wo.)AT | — | UK45 (1 Wo.)UK | US73 (1 Wo.)US | Erstveröffentlichung: 7. November 2011                                                                                  |
| 2020 | Odins Raven Magic | — | — | — | — | — | Erstveröffentlichung: 4. Dezember 2020; mit Steindór Andersen, Hilmar Örn Hilmarsson and María Huld Markan Sigfúsdóttir |

### Kompilationen
| Jahr | Titel      | Höchstplatzierung, Gesamtwochen, AuszeichnungChartplatzierungen (Jahr, Titel, Platzierungen, Wochen, Auszeichnungen, Anmerkungen) | Höchstplatzierung, Gesamtwochen, AuszeichnungChartplatzierungen (Jahr, Titel, Platzierungen, Wochen, Auszeichnungen, Anmerkungen) | Höchstplatzierung, Gesamtwochen, AuszeichnungChartplatzierungen (Jahr, Titel, Platzierungen, Wochen, Auszeichnungen, Anmerkungen) | Höchstplatzierung, Gesamtwochen, AuszeichnungChartplatzierungen (Jahr, Titel, Platzierungen, Wochen, Auszeichnungen, Anmerkungen) | Höchstplatzierung, Gesamtwochen, AuszeichnungChartplatzierungen (Jahr, Titel, Platzierungen, Wochen, Auszeichnungen, Anmerkungen) | Anmerkungen                                               |
| Jahr | Titel      | DE | AT | CH | UK | US | Anmerkungen                                               |
| ---- | ---------- | --- | --- | --- | --- | --- | --------------------------------------------------------- |
| 2007 | Hvarf-Heim | DE35 (2 Wo.)DE | — | CH44 (3 Wo.)CH | UK23 Silber · (3 Wo.)UK | US58 (2 Wo.)US | Erstveröffentlichung: 5. November 2007 Verkäufe: + 60.000 |

Weitere Kompilationen
- 2008: In a Frozen Sea: A Year with Sigur Ros
- 2009: We Play Endlessly

### EPs
| Jahr | Titel                         | Anmerkungen                                       |
| ---- | ----------------------------- | ------------------------------------------------- |
| 2001 | Rímur                         | mit Steindór Andersen; Erstveröffentlichung: 2001 |
| 2003 | Untitled #1 (a. k. a. "Vaka") | Erstveröffentlichung: 13. Mai 2003                |
| 2004 | Ba Ba Ti Ki Di Do             | Erstveröffentlichung: 24. März 2004               |
| 2006 | Sæglópur                      | Erstveröffentlichung: 10. Juli 2006               |

## Singles
| Jahr | Titel Album                     | Höchstplatzierung, Gesamtwochen, AuszeichnungChartplatzierungen (Jahr, Titel, Album, Platzierungen, Wochen, Auszeichnungen, Anmerkungen) | Höchstplatzierung, Gesamtwochen, AuszeichnungChartplatzierungen (Jahr, Titel, Album, Platzierungen, Wochen, Auszeichnungen, Anmerkungen) | Höchstplatzierung, Gesamtwochen, AuszeichnungChartplatzierungen (Jahr, Titel, Album, Platzierungen, Wochen, Auszeichnungen, Anmerkungen) | Höchstplatzierung, Gesamtwochen, AuszeichnungChartplatzierungen (Jahr, Titel, Album, Platzierungen, Wochen, Auszeichnungen, Anmerkungen) | Höchstplatzierung, Gesamtwochen, AuszeichnungChartplatzierungen (Jahr, Titel, Album, Platzierungen, Wochen, Auszeichnungen, Anmerkungen) | Anmerkungen                                                 |
| Jahr | Titel Album                     | DE | AT | CH | UK | US | Anmerkungen                                                 |
| ---- | ------------------------------- | --- | --- | --- | --- | --- | ----------------------------------------------------------- |
| 2003 | untitled #1 (a.k.a. "Vaka") ( ) | DE98 (2 Wo.)DE | — | — | UK72 (1 Wo.)UK | — | Erstveröffentlichung: Mai 2003                              |
| 2005 | Hoppípolla Takk...              | — | — | — | UK24 Silber · (15 Wo.)UK | — | Erstveröffentlichung: 28. November 2005 Verkäufe: + 200.000 |
| 2007 | Hljómalind Hvarf/Heim           | — | — | — | UK91 (1 Wo.)UK | — | Erstveröffentlichung: 28. Oktober 2007                      |

Weitere Singles
- 1999: Svefn-g-englar
- 2000: Ný batterí
- 2005: Glósóli
- 2005: Sæglópur
- 2008: Gobbledigook
- 2008: Inní mér syngur vitleysingur
- 2008: Við spilum endalaust
- 2012: Ekki múkk
- 2012: Varúð
- 2013: Brennisteinn
- 2013: Ísjaki
- 2013: Rafstraumur
- 2016: Óveður
- 2023: Blóðberg

## Videoalben
- 2007: Heima (UK: Gold, US: Platin)

## Statistik

### Chartauswertung
|                     | DE    | AT    | CH    | UK    | US    |
| ------------------- | ----- | ----- | ----- | ----- | ----- |
| Nummer-eins-Alben   | DE—DE | AT—AT | CH—CH | UK—UK | US—US |
| Top-10-Alben        | DE1DE | AT—AT | CH3CH | UK3UK | US1US |
| Alben in den Charts | DE9DE | AT7AT | CH8CH | UK9UK | US7US |

|                       | DE    | AT    | CH    | UK    | US    |
| --------------------- | ----- | ----- | ----- | ----- | ----- |
| Nummer-eins-Singles   | DE—DE | AT—AT | CH—CH | UK—UK | US—US |
| Top-10-Singles        | DE—DE | AT—AT | CH—CH | UK—UK | US—US |
| Singles in den Charts | DE1DE | AT—AT | CH—CH | UK3UK | US—US |

### Auszeichnungen für Musikverkäufe
| Goldene Schallplatte - Belgien - 2007: für das Album Takk... - 2009: für das Album Með suð í eyrum við spilum endalaust - 2010: für das Album ( ) - Kanada - 2008: für das Videoalbum Heima - Portugal - 2006: für das Album Takk... | Platin-Schallplatte - Dänemark - 2018: für das Album Takk... - Europa (Impala) - 2012: für das Album ( ) - 2012: für das Album Ágætis byrjun |

Anmerkung: Auszeichnungen in Ländern aus den Charttabellen bzw. Chartboxen sind in ebendiesen zu finden.
| Land/RegionAuszeichnungen für Musikverkäufe (Land/Region, Auszeichnungen, Verkäufe, Quellen) | Silber     | Gold     | Platin     | Verkäufe  | Quellen         |
| -------------------------------------------------------------------------------------------- | ---------- | -------- | ---------- | --------- | --------------- |
| Belgien (BRMA)                                                                               | —          | 3× Gold3 | —          | 55.000    | ultratop.be     |
| Dänemark (IFPI)                                                                              | —          | —        | Platin1    | 20.000    | ifpi.dk         |
| Europa (Impala)                                                                              | —          | —        | 2× Platin2 | (800.000) | Einzelnachweise |
| Kanada (MC)                                                                                  | —          | Gold1    | —          | 5.000     | musiccanada.com |
| Portugal (AFP)                                                                               | —          | Gold1    | —          | 10.000    | Einzelnachweise |
| Vereinigte Staaten (RIAA)                                                                    | —          | —        | Platin1    | 100.000   | riaa.com        |
| Vereinigtes Königreich (BPI)                                                                 | 3× Silber3 | 4× Gold4 | Platin1    | 945.000   | bpi.co.uk       |
| Insgesamt                                                                                    | 3× Silber3 | 9× Gold9 | 5× Platin5 |           |                 |

## Verwendung in Filmen und Serien (Auswahl)
- 127 Hours (2010), Festival
- 24 Episode 19 (6pm – 7pm), Ný batterí
- Ben X (2007), Svefn-g-englar
- Children of Men (2006), Trailer, Hoppípolla
- CSI (Folge 2.08, 2001, Tod einer Domina), Svefn-g-englar
- CSI: Miami (Folge 1.24, 2003, Body Count), Untitled 3 (a.k.a. Samskeyti)
- CSI: Las Vegas (Folge „Preis der Schönheit“ 2001), Von
- Das letzte Stück Himmel (2007), Starálfur
- Ondine – Das Mädchen aus dem Meer (2009), All alright, Takk
- Die Tiefseetaucher (2004), Starálfur
- Earth (Unsere Erde) (2007), Trailer, Hoppípolla
- Engel des Universums – Englar Alheimsins (2000), Dánarfregnir og jardarfarir & Bíumbíumbambaló (übriges Album stammt von Hilmar Örn Hilmarsson)
- Game of Thrones, The Rains of Castamere (Folge 4.02, 2014, Der Löwe und die Rose)
- Immortal – New York 2095: Die Rückkehr der Götter (Ad Vitam) (2004), Hjartað hamast (bamm bamm bamm)
- Mysterious Skin (2004), Untitled 3 (a.k.a. Samskeyti)
- Nach der Hochzeit (Efter brylluppet) (2006), Untitled 1 (a.k.a. Vaka)
- Queer as Folk (Folge 2.02, Träume und Albträume), Svefn-g-englar; (Folge 3.01, Ganz unten – ganz oben) Untitled 4 (a.k.a. Njósnavélin, The Nothing Song)
- Remember Me – Lebe den Augenblick (2010), Andvari
- Restoration Village (2006), Starálfur & Viðrar vel til loftárása
- Roving Mars (2006), (Folge 4.09), Glósóli
- Penelope, (2006)
- Screaming Masterpiece (2005), Liveauftritt
- Síðasti bærinn (the last farm) (2004)
- Skins, (Folge Sid), Takk..., (Folge Michelle), Untitled 3 (a.k.a. Samskeyti)
- Tatort: Nachtgeflüster (2007), Svefn-g-englar, Flugufrelsarium & Ný batterí, der Name der Band wird im Film von der Radiomoderatorin explizit erwähnt.
- The 11th Hour (2007), Dokumentarfilm, Flugufrelsarinn, Svefn-g-englar und Untitled 3 (a.k.a. Samskeyti)
- The Girl in the Café (2005), Starálfur
- Top Gear (Folge 8.06, 2005), Bíum Bíum bambaló
- Vanilla Sky (2001), Svefn-g-englar, Untitled 4 (a.k.a. Njósnavélin, The Nothing Song) & Ágætis byrjun
- The Vampire Diaries (Folge 3.22, The Departed), Dauðalogn (2012)
- Orphan Black (2015), (Folge 3.10, History Yet to Be Written/ deutsch: Adam und Eva), Untitled 4 (a.k.a. Njósnavélin)